# Marc Donato
Marc Donato (Toronto, 25 gennaio 1989) è un attore canadese.

## Biografia
Di origini italiane, ha esordito sugli schermi televisivi ancora giovanissimo, nella prima parte degli anni novanta, partecipando a vari telefilm e serie televisive che lo hanno reso presto popolare tra il pubblico dei giovani.
Conosciuto per aver interpretato diversi ruoli quali il personaggio di Derek Haig nella serie televisiva Degrassi: The Next Generation, Marc Donato ha attenuto prestigiosi riconoscimenti alla sua carriera di attore: ha conseguito 3 vittorie per quanto riguarda gli "Young Artist Awards", oltre a 11 nomination.

## Filmografia parziale
- Killing Machine - Assassino nato (The Killing Machine) (1994)
- Prova d'accusa (Ultimate Betrayal) (1994)
- Fatal Vows: The Alexandra O'Hara Story (1994)
- Billy Madison (1995)
- Primo esemplare (Specimen) (1996)
- The Morrison Murders (The Morrison Murders: Based on a True Story) (1996)
- Il dolce domani (The Sweet Hereafter) (1997)
- The Sweetest Gift (1998)
- Rescuers: Stories of Courage: Two Couples (1998)
- Caccia al serial killer (Bone Daddy) (1998)
- A Boy's Own Story (1998)
- Il bambino che non voleva parlare (Locked in Silence) (1999)
- La mappa del mondo (A Map of the World) (1999)
- Dear America: Standing in the Light (1999)
- Sfida nel tempo (1999)
- Camera (2000)
- Un sogno per domani (Pay It Forward) (2000)
- Un figlio pericoloso (Dangerous Child) (2001)
- Mutant X, episodio "Il rapimento" ("Crime of the New Century") (2001)
- White Oleander (2002)
- Doc, episodio "La ricchezza non fa la felicità" ("Who Wants to Be a Millionaire") (2004)
- The Blue Butterfly (2004)
- Degrassi: The Next Generation (2005 - 2008)
- The Final (2010)
- Tyler Rake (Extraction), regia di Sam Hargrave (2020)